# Paolo Mantovani
Paolo Mantovani (Roma, 9 aprile 1930 – Genova, 14 ottobre 1993) è stato un imprenditore e dirigente sportivo italiano.

## Biografia
Nato a Roma, visse da sfollato a Cremona durante la seconda guerra mondiale per poi fare ritorno nella capitale. Dopo essere stato a Genova per la prima volta da bambino, avendo dovuto affrontare un'appendicectomia presso l'ospedale pediatrico Gaslini, nel 1955 vi si stabilì in quanto, in qualità di impiegato della Cameli Petroli, era stato trasferito dagli uffici romani alla sede genovese. Originariamente simpatizzante della Lazio, la passione per la Sampdoria nacque in lui grazie alla permanenza nella sua nuova città ed ai rapporti di lavoro con l’armatore Glauco Lolli Ghetti, a quel tempo presidente della società. Il primo incarico che ricoprì nella Sampdoria fu quello di addetto stampa, per 3 anni, dal 1973 al 1976; si narra che nello svolgere tale lavoro classificasse in un archivio tutti i giornalisti, stilando giudizi e pagelle. In questo periodo ebbe luogo la sua grande escalation nel settore petrolifero, commerciando greggio durante la crisi energetica degli anni '70: lasciò la Cameli ed assieme a due soci, Lorenzo Noli e Mario Contini, fondò la Pontoil, portando l’utile da 19 milioni a 12 miliardi, entrando successivamente nella N.A.I. (Navigazione Alta Italia).
Il 3 luglio 1979 acquistò la Sampdoria, portandola nel giro di pochi anni dalla Serie B ai livelli più alti del calcio italiano ed europeo. Allo stesso tempo iniziò per lui una complicata vicenda giudiziaria, con accuse alla Pontoil di natura fiscale, ipotesi di truffa, costituzione di attività finanziarie all’estero e successivamente anche contrabbando di petrolio. Sotto la sua presidenza, caratterizzata dai suoi ottimi rapporti sia con i giocatori che con la tifoseria, la Sampdoria attraversò quello che ancora oggi rimane il periodo più vittorioso della sua storia. Vinse infatti tre Coppe Italia, negli anni 1985, 1988 e 1989 (gli si può attribuire anche la Coppa Italia del 1994, anno seguente alla sua scomparsa, avendo ideato lui la rosa della squadra in tale annata), la Coppa delle Coppe nel 1990, lo scudetto nella stagione 1990-1991 e la Supercoppa italiana nel 1991 e raggiunse un'altra finale di Coppa delle Coppe nel 1989, due finali di Coppa Italia nel 1986 e nel 1991, la finale di Supercoppa Europea del 1990, le finali di Supercoppa italiana nel 1988, 1989 e 1994 e la finale di Coppa dei Campioni nel 1992. In qualità di presidente, portò a Genova giocatori internazionali del calibro di Graeme Souness, Trevor Francis, Srečko Katanec, Toninho Cerezo, Vladimir Jugović e Ruud Gullit, e si distinse anche per la scoperta, grazie anche all'aiuto dei direttori sportivi Claudio Nassi e Paolo Borea, di giovani di grande talento, quali Roberto Mancini, Gianluca Vialli, Moreno Mannini, Fausto Pari, Attilio Lombardo, Luca Pellegrini, Gianluca Pagliuca e Pietro Vierchowod; un altro grande protagonista dei successi dell'era Mantovani fu l'allenatore jugoslavo Vujadin Boškov, rimasto sulla panchina blucerchiata dal 1986 al 1992. 
Mantovani morì il 14 ottobre 1993, all'età di 63 anni, a causa di un cancro ai polmoni. I funerali vennero celebrati due giorni dopo nella chiesa di Santa Teresa, nel quartiere di Albaro; alla cerimonia parteciparono molte migliaia di persone, per rendergli omaggio venne messo in scena un funerale jazzistico, con l'intervento della Heritage Hall Marching Band, appositamente convocata da New Orleans, che suonò What a Friend We Have in Jesus di Charles Crozat Converse. Tale cerimonia era stata richiesta da Mantovani stesso, che, quando era stato operato a Phoenix (Arizona) nel 1982 per ridurre gli effetti di un infarto, aveva conosciuto questa simpatica usanza. La presidenza della squadra venne quindi assunta da Enrico Mantovani, secondo dei suoi quattro figli e fratello di Francesca (1961), organizzatrice di viaggi, di Filippo (1966-2020), team manager della Samp nel 1995-1996 e poi talent scout a Barcellona, e di Ludovica (1971), organizzatrice di eventi ed ex responsabile del settore marketing della Samp. Mantovani è stato tumulato nel cimitero di Bogliasco, presso la tomba di famiglia.

## Memoria
Il 6 luglio 2004 il Comune di Genova ha deciso di dedicargli una via cittadina nei pressi del centro commerciale Fiumara di Sampierdarena; a suo nome, nel febbraio 2007, è stata intitolata anche una via di Roma, lungo Via Erminio Spalla, nel quartiere Ardeatino.
A Bogliasco è stato realizzato un altorilievo in bronzo, realizzato con il denaro raccolto dai tifosi, raffigurante Mantovani e i principali calciatori doriani protagonisti delle vittorie del periodo 1984-1994, ritratti mentre festeggiano una coppa, con la scritta "A Paolo..."; in suo onore, il noto Torneo Ravano, al quale partecipano ogni anno migliaia di alunni appartenenti alle scuole elementari liguri, è stato ribattezzato Torneo Ravano - Coppa Mantovani.
L'11 luglio 2021, a seguito della vittoria della nazionale italiana al campionato europeo di calcio, il commissario tecnico Roberto Mancini, ex giocatore della Sampdoria di Mantovani, dedicò il successo allo storico presidente blucerchiato.

## Vicende giudiziarie
Nella sua carriera imprenditoriale ha subito diversi processi.  Nel 1985 è stato prosciolto per insufficienza di prove dal reato di esportazione di capitali (mille miliardi di lire); nello stesso anno venne messo sotto accusa per associazione a delinquere insieme a 123 persone, tra cui petrolieri, Fiamme gialle, funzionari dello Stato e militari, nei cui conti correnti furono trovati un centinaio di miliardi di lire (poi sequestrati) provenienti dai traffici clandestini, e fu messa sotto sequestro persino la Sampdoria vincitrice della Coppa Italia 1985, i cui tre miliardi e mezzo di azioni del capitale sociale erano stati intestati da Mantovani ai figli Enrico e Francesca. L'anno seguente fu prosciolto dall'accusa di falso in bilancio nella Pontoil. Nel 1987, nel famoso processo per lo "scandalo petroli" per truffa aggravata e contrabbando di olii minerali (altri imputati erano i generali della Finanza Giudice e Lo Prete), è stato nuovamente scagionato dopo che le indagini, iniziate nel 1978, avevano coinvolto 18 diverse magistrature in indagini coordinate, nel tentativo, tutt'altro che agevole, di ricostruire la dinamica dei fatti di contrabbando. Gli inquirenti ipotizzarono come questo scandalo fosse stato plausibile "per le disposizioni legislative che la favorirono, per gli stretti legami tra la classe politica e gli uomini d'affari, per la possibile connivenza di alti funzionari e ufficiali preposti ai controlli".